# X.com
X.com – bank internetowy założony w 1999 roku przez Elona Muska.

## Historia
X.com był jednym z pierwszych banków internetowych. Depozyty były ubezpieczane przez Federal Deposit Insurance Corporation. Część funduszy na założenie przedsiębiorstwa Musk otrzymał od Grega Kouriego, swojego biznesowego mentora, który pomógł mu sfinansować także Teslę oraz SpaceX. W marcu 2000 roku doszło do fuzji X.com z jednym z najzagorzalszych konkurentów – Confinity, a Elon Musk został CEO, jak również największym akcjonariuszem powstałej spółki. W roku 2000 Peter Thiel, współzałożyciel Confinity, zastąpił Muska na stanowisku CEO. W czerwcu 2001 X.com zmieniło nazwę na PayPal.
W 2017 r. Elon Musk odkupił domenę X.com, tłumacząc, że „ma ona dla niego wartość sentymentalną”.
Od lipca 2023 r. domena X.com przenosiła na serwis Twitter, a Elon Musk ogłosił wtedy, że serwis niedługo oficjalnie zmieni nazwę na X, co nastąpiło 17 maja 2024 roku.